# Frank Wright (tir sportif)
Pour les articles homonymes, voir Frank Wright (homonymie) et Wright.
Frank Seymour Wright (né le 26 décembre 1878 à South Wales (New York) (en) et mort le 13 février 1931 à Buffalo) est un tireur sportif américain.
Il participe aux Jeux olympiques d'été de 1920 à Anvers où il remporte une médaille d'or en tir aux pigeons par équipes ainsi qu'une médaille de bronze en fosse olympique.